# Свинья (строй)

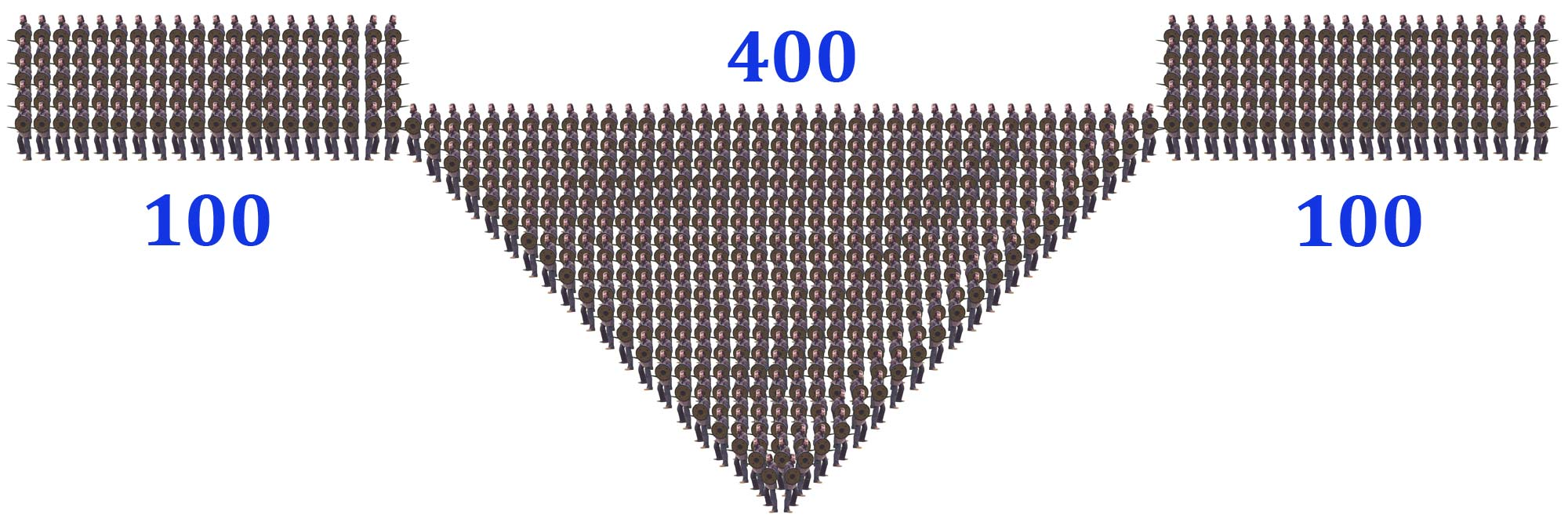
Схема.

Свинья — древнерусский термин, обозначающий атакующее боевое построение войска (как правило, войска тевтонских рыцарей) в виде тупоконечного клина (такой трактовки придерживались некоторые русские историки, в частности, Карамзин и Соловьёв). Термин дважды встречается в Новгородской летописи старшего извода: при описании действий рыцарской кавалерии в Ледовом побоище и в Раковорской битве (в первом случае кавалерии, усиленной пехотой). При этом сохранившиеся описания тактики орденского войска в Ливонской рифмованной хронике и Ливонской хронике Генриха не содержат сведений о подобном построении. В различное время идею Карамзина в различной степени критиковали П. А. Гейсман, А. А. Свечин, М. В. Горелик, Д. Э. Харитонович. Предполагались варианты с перестроением из походной колонны в линию, на различных этапах как до, так и во время атаки, что для атакуемых выглядело бы как атака клином. Наиболее радикально мнение об атаке стандартным для рыцарской тяжёлой конницы способом, при этом введение специального термина в летописи объясняется непривычностью подобной тактики для русской кавалерии, ориентировавшейся на тактику лёгкой подвижной степной или лёгкой литовской конницы.
В словаре Даля — «строй клином, кабаном, кабаньей головой, для пролома рядов, для нападения».

И наехаша на полкъ Немци и Чюдь, и прошибошася свиньею сквозе полкъ. И бысть сеча ту велика Немцемь и Чюди.